# Coulmiers
 Coulmiers  es una población y comuna francesa, situada en la región de Centro, departamento de Loiret, en el distrito de Orleans y cantón de Meung-sur-Loire.

## Demografía
| 326 | 302 | 301 | 521 | 591 | 559 |
| Para los censos de 1962 a 1999 la población legal corresponde a la población sin duplicidades (Fuente: INSEE [Consultar]) |     |     |     |     |     |